# Alexandre Percin
Pour les articles homonymes, voir Percin.
Le général Alexandre Percin est un militaire français. Chef de cabinet du général André, ministre de la Guerre et responsable du système des fiches anticléricales, de 1900 à 1904, sa carrière ministérielle est stoppée par le scandale. Il continue sa carrière dans l'armée, jusqu'au grade de général de division. Au début de la Première Guerre mondiale, rappelé du cadre de réserve, ses actions à la tête de la 1re région militaire sont remises en question, mais l'enquête qui suit le blanchit.

## Biographie
Né le 4 juillet 1846 à Nancy, Alexandre Percin entre à l'École polytechnique en 1865 et prend part, en 1870, à la guerre franco-allemande. Il est blessé à la bataille de Loigny le 2 décembre 1870. Il se distingue durant cette campagne et y gagne ses galons de capitaine. Il est également blessé à Bécon-les-Bruyères le 26 avril 1871, pendant la guerre civile.
Il entre en 1879 à l'état-major particulier de l'artillerie, et devient professeur d'artillerie à l'École spéciale militaire de Saint-Cyr, au grade de chef d'escadron, en 1882. Il est nommé colonel et inspecteur des manufactures d'armes en 1895. C'est à ce poste que le général Louis André vient le chercher en mai 1900 pour le nommer chef de son cabinet et général de brigade.

### Chef de cabinet du Ministre de la Guerre
Élogieusement noté durant toute sa carrière, Percin est ainsi noté par André en 1904 : « Officier général très intelligent, très vigoureux, très actif, d'une capacité de travail exceptionnelle ; assidu et méthodique ; rédigeant bien et avec facilité. » Ces qualités n'empêchent pas le lieutenant-colonel Émile Mayer de voir dans l'accès au généralat de Percin la conséquence de son amitié avec le ministre de la Guerre. Émile Mayer, qui a bien connu les deux hommes, rappelle qu’ils ont commandé ensemble à Angoulême[précision nécessaire] et qu’« André avait eu ainsi l’occasion d’apprécier son jeune camarade dont il tenait en haute estime l’intelligence, la valeur professionnelle et les qualités morales. […] Ils inclinaient également à l’intransigeance et étaient aussi décidés l’un que l’autre à mener jusqu’au bout la tâche qu’ils s’étaient proposés d’accomplir. »[réf. souhaitée]
Le chef de cabinet Percin fait partie de la liste de sept généraux, dressée par un officier délateur, sur lesquels peut compter la franc-maçonnerie[réf. nécessaire]. Pour Émile Mayer, « Percin a été, sinon l’instigateur, du moins le principal artisan, de ce qu’on a appelé le système des fiches. » C'est sur ses conseils que le général André se tourne alors vers le Grand Orient de France et le président de son Conseil de l'ordre, le sénateur Frédéric Desmons, afin de le renseigner sur les opinions politiques des officiers. C'est un subordonné de Percin, le capitaine Henri Mollin, officier d'ordonnance du ministre et franc-maçon, qui est chargé de gérer du côté du ministère les relations suivies que celui-ci va avoir avec le bureau du Grand Orient. Bénéficiant d'une quasi-exclusivité des relations avec le Grand Orient, Mollin  est responsable du système des fiches au sein du cabinet militaire. D'un caractère « ombrageux » et touchant parfois au complexe de persécution, il entretient des relations difficiles avec Percin, qui le laisse pourtant responsable du service de fichage, de nature assez sensible.
Le fichage connaît ses premières fuites lorsqu'un ancien protégé de Percin au ministère, le capitaine Humbert, débarqué du cabinet d'André en juillet 1902, rencontre Pierre Waldeck-Rousseau, ancien président du Conseil des ministres, pour l'informer du choix du ministère de baser ses décisions d'avancement en grande partie sur les renseignements d'informateurs partisans. Le 20 septembre 1902, c'est Percin lui-même qui décrit le système à Waldeck-Rousseau ; dissimulant sa propre responsabilité dans l'instauration et le fonctionnement du système des fiches, il offre spontanément sa démission à son interlocuteur qui la refuse. Ce dernier va tout de même se plaindre auprès d'Émile Combes, chef du gouvernement, le 30 du même mois ; sa mort en août 1904 met fin à son implication.
Le double jeu de Percin est manifeste : tout en gérant le fichage au ministère, il tente de mettre en difficulté le général André en causant des fuites. Plusieurs hypothèses sont envisageables : il est possible qu'il ait cherché à provoquer la chute d'André pour pouvoir le remplacer au sein du gouvernement — comme les rumeurs l'en accusaient d'ailleurs —, qu'il ait travaillé pour un autre successeur potentiel — Eugène Étienne semble le plus indiqué — ou encore qu'il ait cherché à se disculper du fichage en rejetant la responsabilité sur André et Mollin. Mais le système reste en place, malgré les fuites toujours plus nombreuses, et les attaques désormais permanentes de la presse d'opposition. Percin démissionne en mars 1904 et est alors remplacé au ministère par le colonel Mardochée Valabrègue. Par son républicanisme et ses relations, Percin était jusqu'alors considéré comme le successeur probable du ministre, mais sa conduite est désormais pointée du doigt par les nationalistes comme par les députés du Bloc des gauches.

#### Retour à l'armée
Le général Percin commande la 7e division d'infanterie du 18 mars 1904 au 11 mars 1907. Mais durant cette période, le scandale des fiches prend de l'ampleur.
L'affaire éclate en effet à une période où le gouvernement Combes doit faire face à la très forte hostilité du président de la République, Émile Loubet, qui souhaite le voir tomber. Le 4 novembre 1904, André, qui défend sa place, est giflé dans l'hémicycle de la Chambre des députés par le nationaliste Gabriel Syveton. Il est forcé à démissionner le 15 novembre ; Combes le remplace par un franc-maçon, en bons termes avec Loubet : Maurice Berteaux. Ce départ d'André, accompagné deux mois plus tard par la chute du gouvernement - mais le maintien de Berteaux, va remettre Percin au centre des attentions : par une lettre en janvier 1905, André accuse Mollin, poussé à la démission en octobre, d'être le seul responsable du fichage ; Mollin prend alors sa plume en février pour faire un grand nombre de révélations sur le système en place et les accords politiques qui l'accompagnent. Il attaque ensuite le général Percin, qu'il accuse d'être le véritable responsable du système des fiches, d'avoir intrigué contre le ministre et finalement d'avoir, en partant du cabinet en mars 1904, copié les fiches politiques des 300 officiers de la division dont il allait prendre le commandement.

Aussi, le sénateur bonapartiste Louis Le Provost de Launay interpelle-t-il le gouvernement le 30 mars 1905 en les termes suivants :

« On a frappé Begnicourt. On a brisé la carrière du capitaine Mollin. Le général André, lui, a reçu la médaille militaire. Le général Percin a gagné deux grades au cabinet du ministre et il commande aujourd'hui une division. Si la devise républicaine Égalité a un sens, vous ne devrez pas admettre que les petits soient sacrifiés et que les gros, les plus coupables, échappent à tout châtiment. Si vous ne demandez pas de comptes au général Percin, vous avez le devoir de réintégrer dans l'armée le capitaine Mollin, lâchement exécuté par ceux à qui il devait obéir. »

Malgré le refus de Berteaux et du chef du nouveau gouvernement Maurice Rouvier de sanctionner ou d'ouvrir une enquête sur Percin — craignant peut-être les informations que celui-ci aurait pu donner —, l'affaire Percin va continuer à faire parler d'elle. En avril 1905, le général Hagron refuse de serrer la main de Percin et dédaigne la provocation en duel que ce dernier lui adresse. Pour étouffer l'incident, Berteaux inflige une peine disciplinaire à Percin et Hagron — « dont l'attitude est hautement approuvée » dans l'armée. En novembre 1905, le général Brugère omet de rendre son salut à Percin, qui se plaint au ministre Eugène Étienne. Brugère est condamné pour manquement à la discipline à 15 jours d'arrêt de rigueur.
Percin poursuite toutefois sa carrière sans être inquiété. À la suite de son poste à la 7e division, il prend le commandement du 13e corps d’armée jusqu’au 15 mai 1909. En 1908, il est nommé inspecteur général de l'artillerie, puis membre du Conseil supérieur de la guerre du 17 octobre 1908 au 4 juillet 1911. Il passe alors dans le cadre de réserve.
Le 10 novembre 1911, candidat radical-socialiste à la députation dans la Seine, il échoue face à Édouard Nortier, maire conservateur de Neuilly-sur-Seine, du fait du maintien au second tour du jeune candidat socialiste Pierre Laval.

### Première Guerre mondiale
En 1914, il est rappelé pour commander la 1re région militaire, qu'il rejoint le 3 août, jour de la déclaration de guerre de l'Allemagne à la France. Le 17 août, cette région et sa place-forte de Lille entrent dans la zone des armées, soumises uniquement au pouvoir militaire. Chargé donc de la défense de Lille, sous les ordres du général d'Amade, il renforce la garnison et la place, suivant les ordres et les renforts donnés, jusqu'à l'après-midi du 24 août, où Lille est déclarée ville ouverte. Percin, de son côté, a transféré le 23 ses fonctions au général Herment, et est parti pour Paris pour prendre le poste d'inspecteur général de l'artillerie sur la demande du ministre de la Guerre Adolphe Messimy.
Il est alors vertement critiqué pour avoir abandonné la ville en laissant aux Allemands 400 canons et 53 000 fusils intacts ; le 30 août, le nouveau ministre de la Guerre Alexandre Millerand le relève de son nouveau poste, puis charge le général Pau d'enquêter sur les décisions des différents chefs qui avaient abouti à cette déplorable conclusion. Il s’agissait de faire le point sur la non-défense de la place en août 1914, les feuilles de droite comme L’Action française et L’Écho de Paris l’ayant pris comme bouc émissaire, tandis que la Ligue des Droits de l’Homme le défendait. L’enquête du général Pau le réhabilite pleinement dès 1915 ; son poste ne lui est toutefois pas rendu, Millerand insistant sur le fait que la décision n'est en rien liée à l'affaire de Lille.
Il réaffirme dans son livre Lille en 1919 qu'il n'a fait qu'exécuter les ordres. Il y estime d'ailleurs que sa relève du poste d'inspecteur général est due au fait que le gouvernement préfère laisser croire qu'un général avait la responsabilité d'avoir laissé occuper Lille, du moment que le gouvernement pouvait lui-même échapper à cette responsabilité. Il est décoré de la Grand Croix de la Légion d’honneur en 1917.

### Après la guerre
Général du cadre de réserve, dans la suite de son opuscule La guerre et l'armée de demain, il publie en 1921 un ouvrage qui fait scandale, Massacre de notre infanterie, 1914-1918, dans lequel il prétend que 75 000 soldats français auraient été fauchés par l'artillerie française ; les critiques sont dubitatfis toutefois quant à ses conclusions.
Il meurt le 12 octobre 1928.

## Références

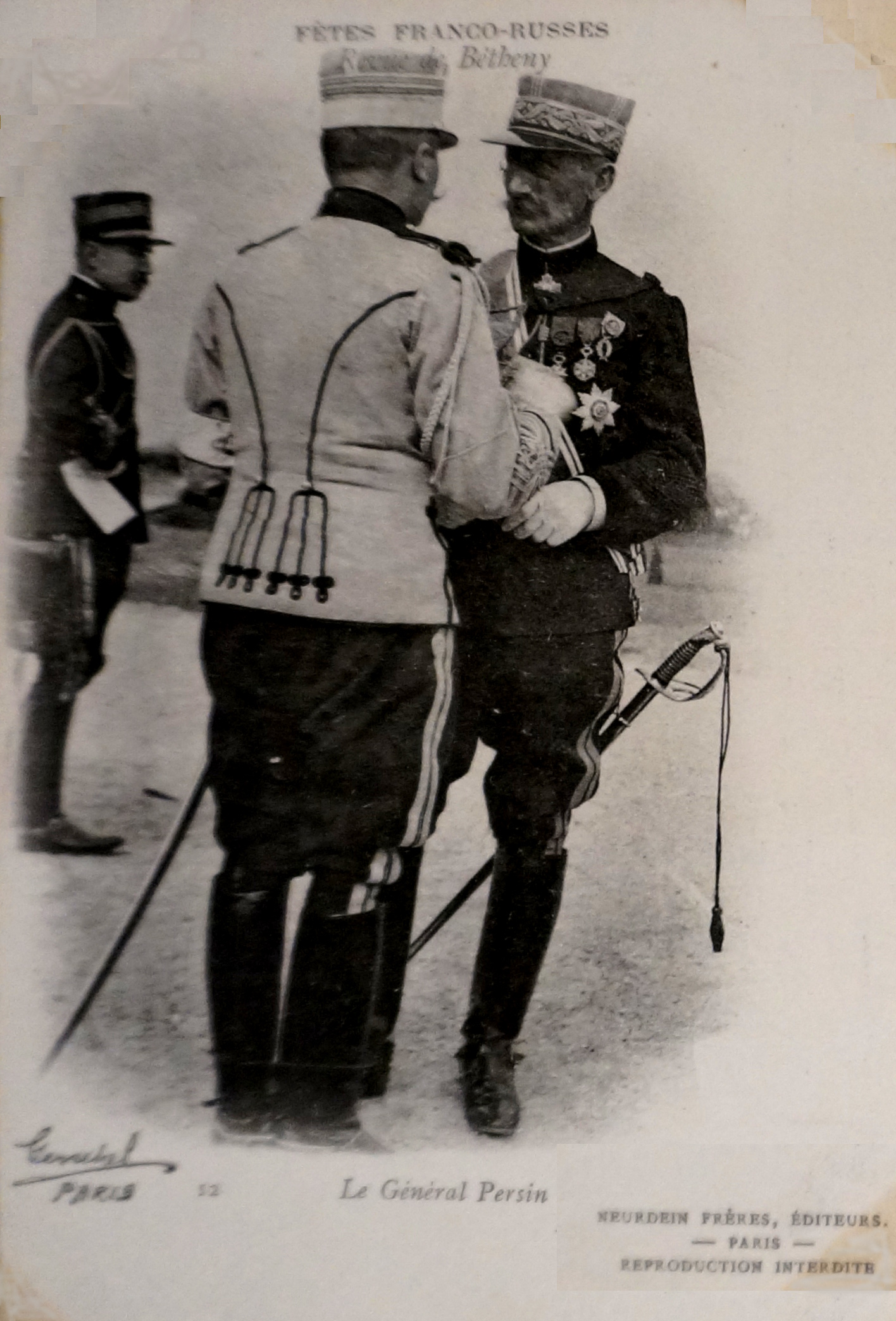
Lors des manœuvres de 1901, avec un officier russe.

## Ouvrages
- Guerre à la guerre, Réédition Théolib 2014 Paris  (ISBN 978-2-36500-084-0)
- Le combat, Alcan sur Gallica, Nouvelle collection scientifique, 1914
- La guerre et l'armée de demain, Marcel Rivière, Paris, 1917, 110 p.
- 1914, Les Erreurs du haut-commandement, Paris : Albin Michel, 1919, 287 p.
- Lille sur Gallica, Bernard Grasset, 1920, 328 p.
- Massacre de notre infanterie, 1914-1918 sur Gallica,  Albin Michel, 1921